# Falsario

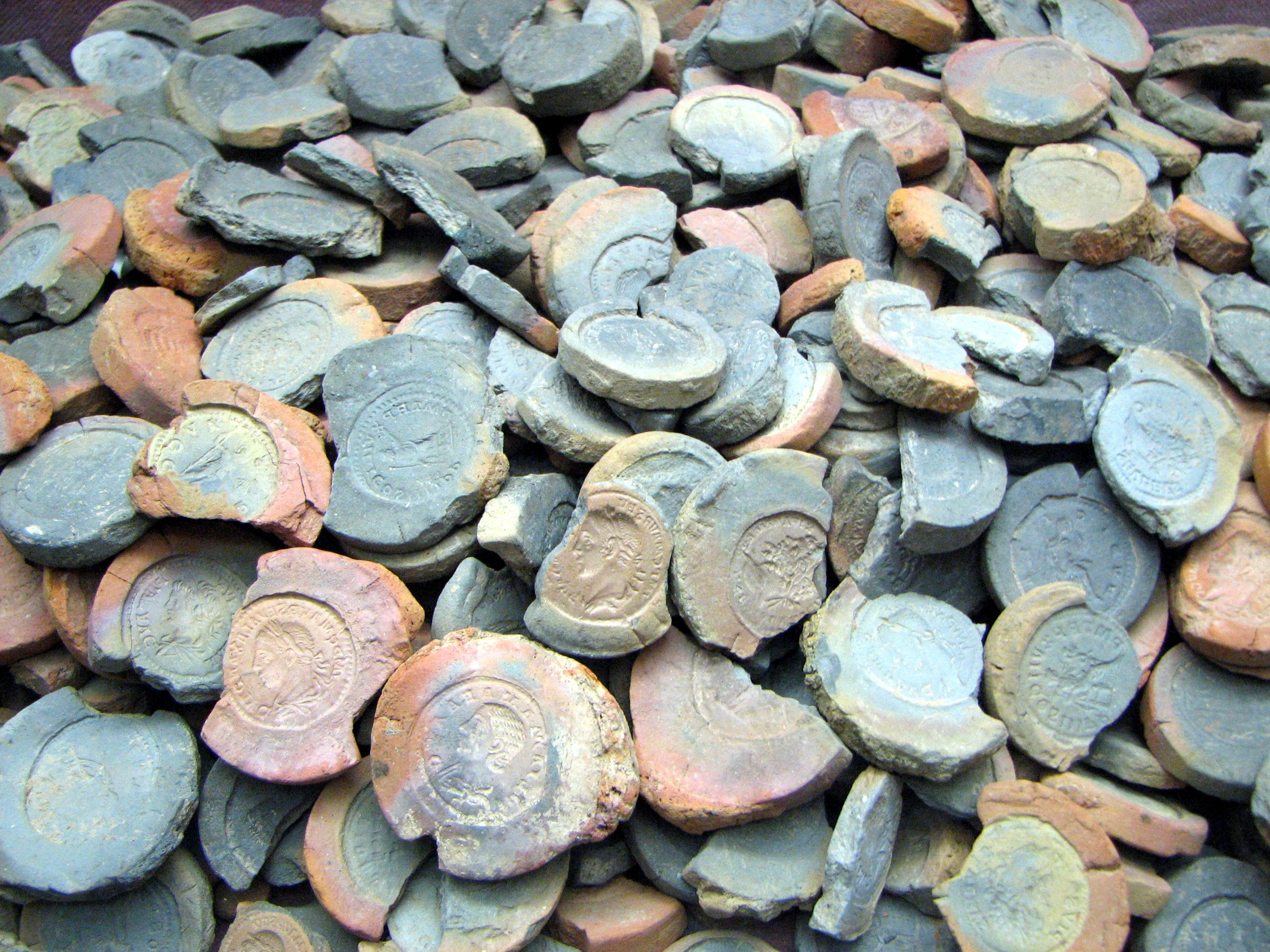
Stampi del II e del III secolo utilizzati per creare monete false.

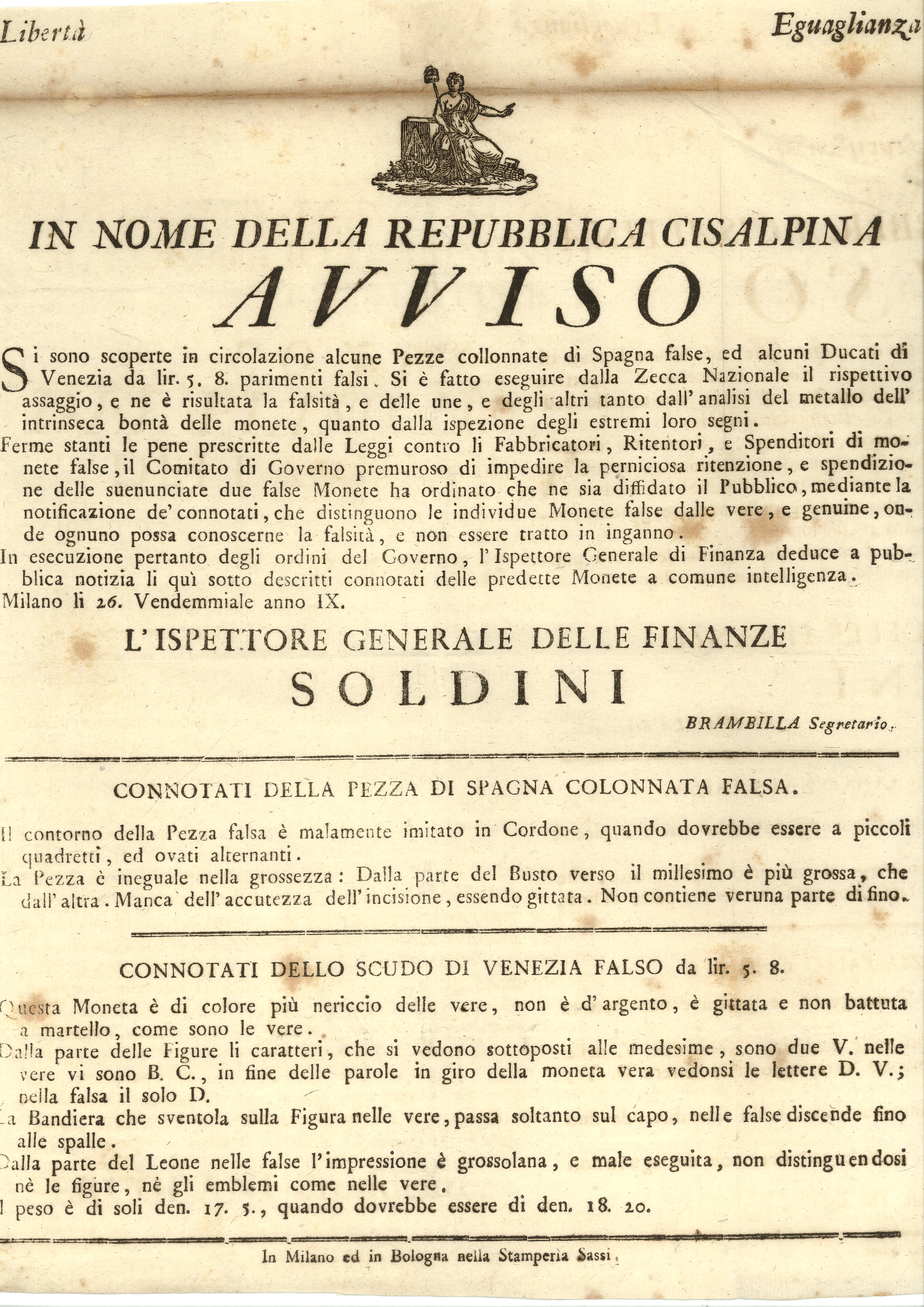
Avviso della Repubblica Cisalpina su false monete (columnarios e scudi veneti) circolanti nella repubblica.

Il falsario è colui che conia monete o banconote senza permesso o che comunque copia materiale che per legge non si può copiare.
Si definisce tale anche chi copia opere d'arte (o realizza delle opere con lo stile di un artista), spacciandole per autentiche. Specialmente in passato i falsari erano coloro che producevano monete con una quantità di materiale pregiato (oro, argento ecc.) minore di quella prestabilita dalle autorità.
Un falsario idealista di banconote dell'Ottocento fu Paolo Ciulla, che rivive in un'opera letteraria di Dario Fo e Piero Sciotto.

## Soggetti famosi
- Mastro Adamo
- Karl Wilhelm Becker
- Antonio Chichiarelli
- Icilio Federico Joni
- Francesco Martinetti
- Leo Nardus
- Han van Meegeren
- Frank Abagnale
- Leopoldo Franciolini

## Curiosità
Nel 2019 è stato pubblicato il libro Falsari illustri di Harry Bellet che cerca di fare il punto sulla storia del falso attraverso le vicende di alcuni dei falsari più famosi. L’autore ha raccolto alcuni dei casi di falsari più noti dell’antichità, come il greco Pasitele che truffava collezionisti romani o alcuni esempi giovanili di Michelangelo stesso, fino alle moderne storie di indagine poliziesca che coinvolgono personaggi come l’olandese Han van Meegeren, accusato di aver venduto un "autentico" Vermeer al gerarca nazista Hermann Göring, o l'inglese Eric Hebborn, che era in grado di imitare la mano di diversi artisti rinascimentali nel disegno.